# Sydney Express

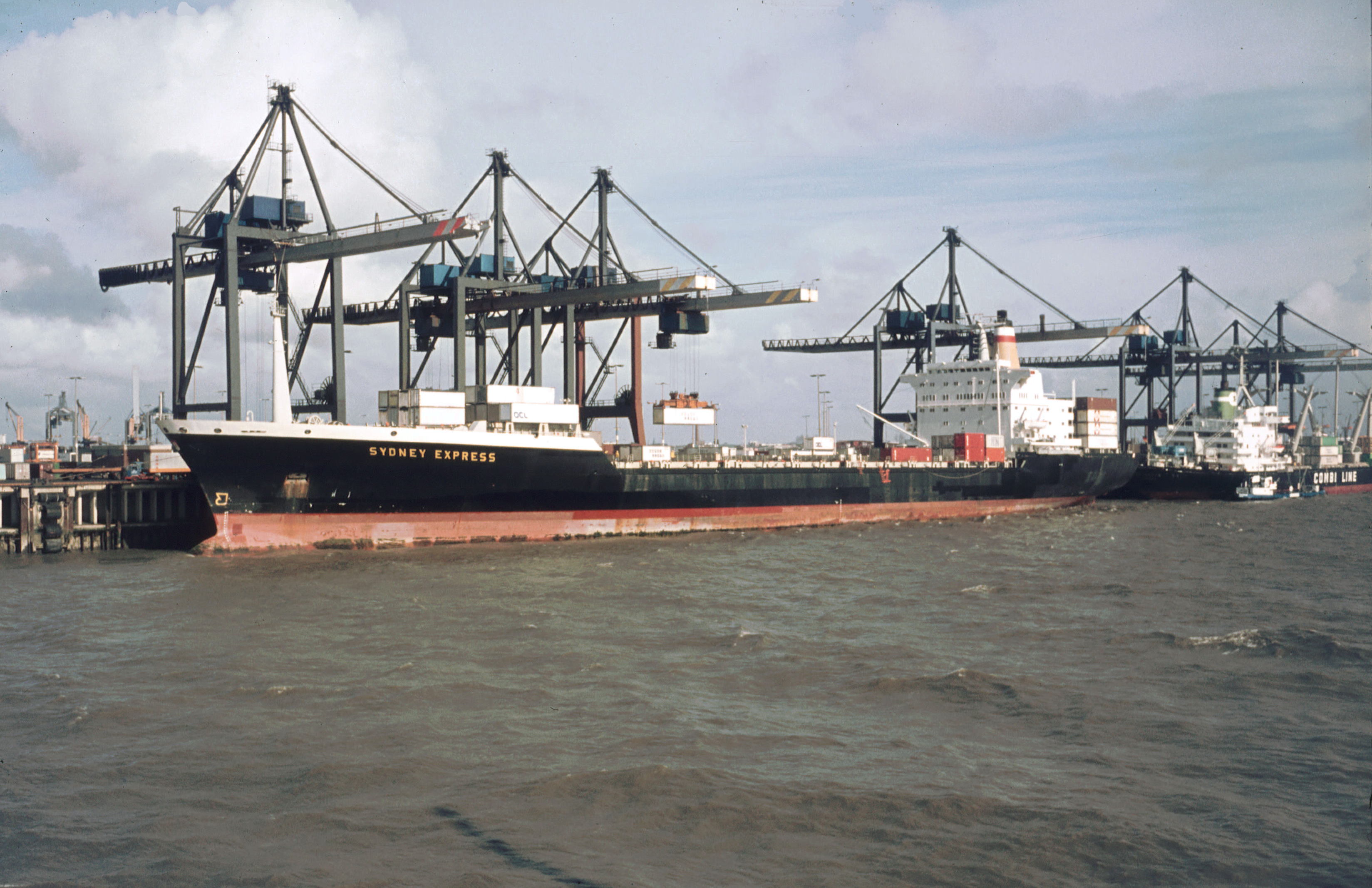
Sydney Express, 1987 i Melbourne

Sydney Express var ett tyskt containerfartyg som sjösattes 1970 och som tillhörde rederiet Hapag-Lloyd.
Fartyget användes under första tiden främst för resor till Australien och Nya Zeeland. Den 29 juli 1979 var Sydney Express på hemresan och kolliderade i Gibraltarsundet med fartyget Makarska som trafikerade mellan USA och Jugoslavien. Makarska fick stora skador och en person dog medan ytterligare två försvann. Ungefär 50 personer övertogs av Sydney Express. Andra fartyg som kom till olycksplatsen försökte bogsera Makarska till land men fartyget sjönk två dagar senare. Sydney Express reparerades i Bremerhaven och fartyget fortsatte fram till 1990 med resor till Australien. Sedan byttes namnet till Canada Express och fartyget fraktade gods till Kanada. Under den sista tiden fram till 1997 var fartyget aktiv i Medelhavet och hade namnet MSC Brianna.